# Selenops beynai
Selenops beynai is een uitgestorven spinnensoort in de taxonomische indeling van de Selenopidae. De soort is alleen bekend uit een exemplaar dat in barnsteen is aangetroffen uit de Dominicaanse Republiek. De geschatte leeftijd is zestien miljoen jaar geleden (Mioceen).
Het dier behoort tot het geslacht Selenops. De wetenschappelijke naam van de soort werd voor het eerst geldig gepubliceerd in 1984 door Wolfgang Schawaller.